# Kassandra
Kassandra (græsk: Κασσάνδρα, "hende som forfører mænd", også kendt som Alexandra) var i den græske mytologi datter af kong Priamos og dronning Hekabe af Troja. Kassandras skønhed forledte Apollon til at skænke hende profetiens gave, men da hun ikke gengældte hans kærlighed, nedkaldte Apollon en forbandelse over hende: Ingen troede på hendes rigtige forudsigelser.